# Mastophora extraordinaria
Mastophora extraordinaria är en spindelart som beskrevs av Holmberg 1876. Mastophora extraordinaria ingår i släktet Mastophora och familjen hjulspindlar. Inga underarter finns listade i Catalogue of Life.